# Luis Miguel Sánchez Cerro
Luis Miguel Sánchez Cerro, né le 12 août 1889 à Piura, mort le 30 avril 1933  à Lima, est un militaire et homme d'État péruvien qui occupa la présidence de la République par deux fois : du 27 août 1930 au 1er mars 1931, comme président de la junte à la suite de la chute de Augusto Leguía, puis comme chef du gouvernement à la tête de son parti l'Union révolutionnaire, d'idéologie fasciste, qu'il tente d'imposer comme parti unique. Il fut assassiné par un militant de l'APRA, organisation contre laquelle il avait lutté.
C'est un président très apprécié par une grande partie de la population, car en tant que métis (cholo) - plus exactement descendant d'anciens esclaves malgaches installés dans la région de Piura - les gens le voyaient « comme l'un d'entre eux » et grâce à un important culte de la personnalité. Son nationalisme contribua également à entretenir sa popularité, avec la volonté de renégocier le traité frontalier avec la Colombie, signé par le gouvernement d'Augusto Leguía (Oncenio).
Durant son bref mandat, il promulgue une nouvelle constitution en 1933 qui assure la liberté de culte et reconnait le divorce. Il accorde aux travailleurs des jours fériés, des congés payés et crée des cantines populaires. En parallèle, il équipe les forces armées, continue la construction de la Carretera Central. En raison de ses résultats politiques au milieu d'une période turbulente dans l'histoire péruvienne du XXe siècle, Sánchez Cerro est sans doute une personnalité très controversée. On trouve encore aujourd'hui au Pérou des détracteurs et des défenseurs acharnés.

## Biographie
Fils de Antonio Sánchez et de Rosa Cerro de Sánchez, sa famille est de classe modeste. Enfant, il étudie au collège San Miguel de Piura au côté de Luis Antonio Eguiguren.
En 1906, il s'installe à Lima pour intégrer l'école militaire de Chorrillos de laquelle il ressort sous-lieutenant d'infanterie en 1910. À sa demande, il est envoyé à Sullana où il intègre le régiment chargé de surveiller la frontière avec l'Équateur face à une menace de conflit à cause d'un différend limitrophe. La guerre ne venant pas, il est envoyé à Sicuani en 1911 puis à Lima en 1912.
Avec le grade de lieutenant, il participe activement au coup d'état contre le président Guillermo Billinghurst en 1914. Il en ressort gravement affaibli par cinq blessures par balle, dont une qui lui fait perdre l'usage de deux doigts de la main droite, ce qui lui vaut les surnoms de "el collota" et de "el mocho".
Promu capitaine, il est détaché auprès de l'état-major, c'est-à-dire relevé de son commandement de troupes, probablement par crainte politique. En 1915, il est nommé adjoint militaire à Washington. Il y reste quelques mois et de retour au Pérou, il officie comme capitaine au service géographique de l'armée. Puis, pendant le second gouvernement de José Pardo, il est intégré à un régiment d'Arequipa (1915). Il est par la suite envoyé à Carabaya en 1916 et deux en plus tard, à Loreto, comme sergent-major.
Élevé au grade de major, il est une nouvelle fois affecté à Arequipa, en 1920 puis à Sicuani l'année suivante. À cause de ses activités conspiratrices contre le gouvernement d'Augusto Leguía, il est séparé de son régiment et nommé juge militaire suppléant à Cuzco, où le 21 août 1922 il fait une déclaration contre le pouvoir de Lima. Sánchez Cerro est retenu sur l'île de Taquile, sur le lac Titicaca, puis transféré sur l'île San Lorenzo, au large de Callao, l'une des prisons de la dictature leguíiste.
Mis au ban de l'armée, il connait une période difficile pendant laquelle il se consacre à la vente de charbon de bois pour vivre. Cependant, il ne faut pas attendre longtemps pour qu'il réintègre l'armée. En 1924, il est appelé pour travailler comme assistant au sein du ministère de la guerre. Il devient ensuite chef du bataillon de sapeurs no 4 qui s'est soulevé à Cuzco. Rapidement, il réussit à discipliner et réorganiser l'unité. Mais son passé d'agitateur le rattrape et il est donc séparé de ses hommes.
Il est nommé chef provincial de Cajatambo mais n'accepte pas la charge confiée. Le 18 août 1925, il est envoyé en Europe dans le cadre d'une mission d'étude militaire. Il voyage en Italie et en France jusqu'en 1929. Il se dit qu'il intègre l'armée espagnole et qu'il participe, pendant 14 mois, à la Guerre du Rif.
Pendant son voyage, Sánchez Cerro acquiert une bonne connaissance du français et de l'italien.
Le 15 janvier 1929, il revient au Pérou où il reprend ses activités de conspiration contre Leguía qui gouverne depuis déjà dix ans, après de multiples réélections. À son retour, il occupe différents postes avant d'être transféré à Arequipa afin de commander le bataillon de sapeurs no 3.
En février 1930, il est élevé au grade de lieutenant-colonel. S'il agit comme un officier fidèle au gouvernement en apparence, dans l'ombre il participe activement au soulèvement qui mettra fin à la présidence d'Augusto Leguía.

## Coup d'État contre Leguía
Le 22 août 1930, Sánchez Cerro, à la tête de la garnison d'Arequipa, se soulève contre le gouvernement en place. La déclaration est rédigée par le juriste d'Arequipa José Luis Bustamante y Rivero. Le mouvement révolutionnaire se propage rapidement depuis le sud du pays. Pour faire face à la situation, Augusto Leguía forme un cabinet militaire ; mais au matin du 25 août, la garnison de Lima demande sa démission. Leguía accepte et renonce, laissant le pouvoir aux mains d'une junte militaire présidée par Manuel María Ponce Brousset. Le président en fuite embarque sur le croiseur Almirante Grau, sur lequel il veut fuir à l'étranger. Cependant, à la suite des exigences des révolutionnaires d'Arequipa, Leguía doit débarquer pour être fait prisonnier. Le retrait de Congrès et l'amnistie générale sont décrétés.
Le commandant Sánchez Cerro arriva à Lima par avion, le 27 août, dans la liesse populaire, et constitue une nouvelle junte militaire. Pendant que Leguía est transféré au pénitencier de Lima, les manifestations populaires prennent d'assaut sa maison ainsi que celles des principaux membres du régime.
Le soulèvement de Sánchez Cerro est l'un des nombreux soulèvements qui ont lieu dans le pays, cependant c'est lui qui est élu par les insurgés.

## Présidence

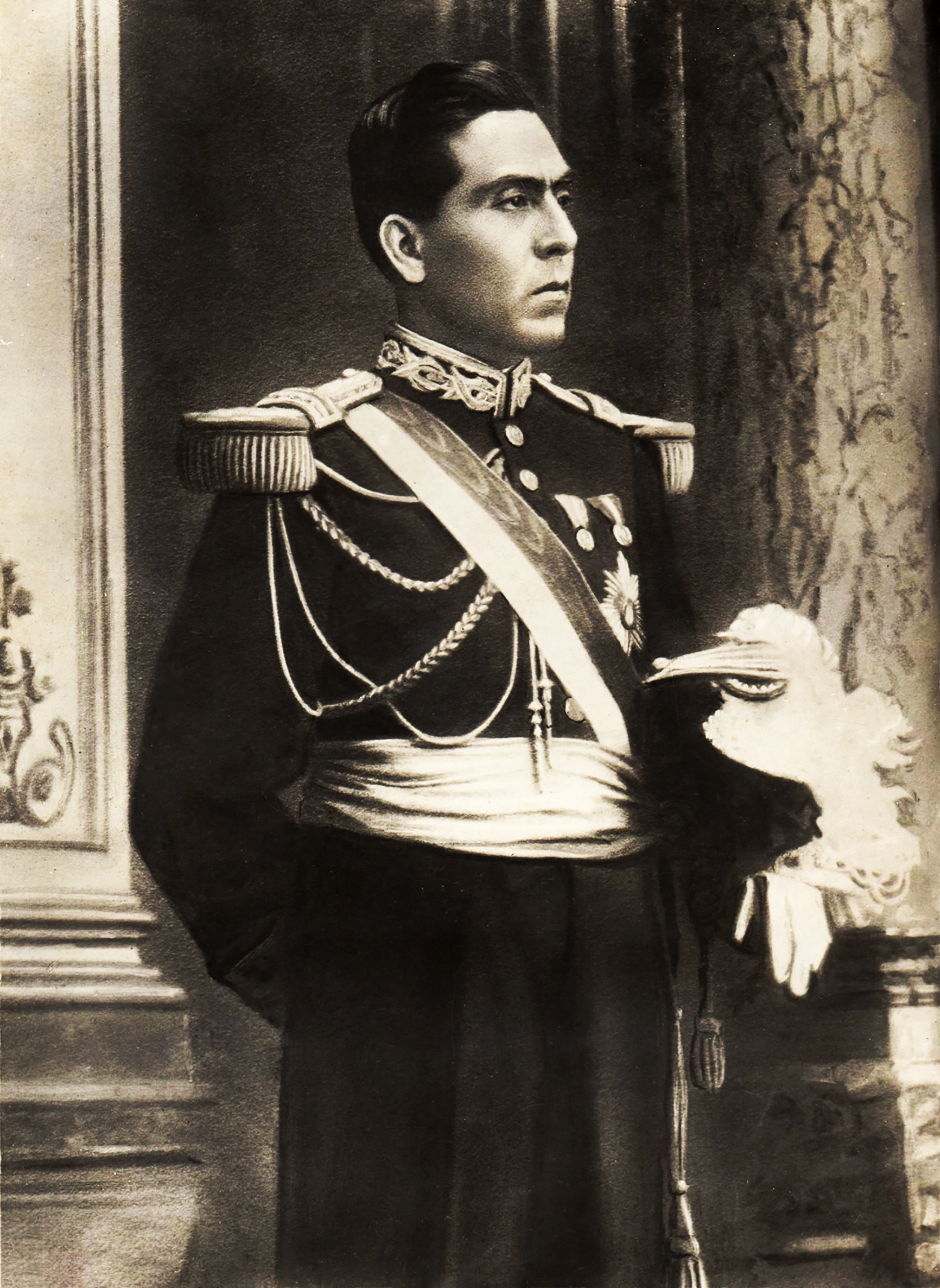
Le commandant Luis Miguel Sánchez Cerro.

La junte, présidée par Sánchez Cerro, gouverne du 27 août 1930 au 1er mars 1931. C'est une période spécialement critique pour le pays. Les effets de la crise économique mondiale de 1929 qui se sont déjà fait ressentir sous la présidence d'Augusto Leguía sont encore perceptibles pendant son mandat.
La crise économique entraine naturellement le mécontentement social. Plusieurs conflits sociaux apparaissent dans le pays : Talara, Cerro de Pasco et La Oroya, attisés par les partis de gauche. Ces mouvements sont sévèrement réprimés. Sur le pont de Mal Paso, près de La Oroya, de nombreux travailleurs sont abattus par la police. À Oyolo, des combats violents et sanglants éclatent entre la police et des indigènes. De leur côté, les étudiants occupent l'université de San Marcos avant d'en être délogés, faisant un mort parmi les étudiants.

## Mesures prises par la junte

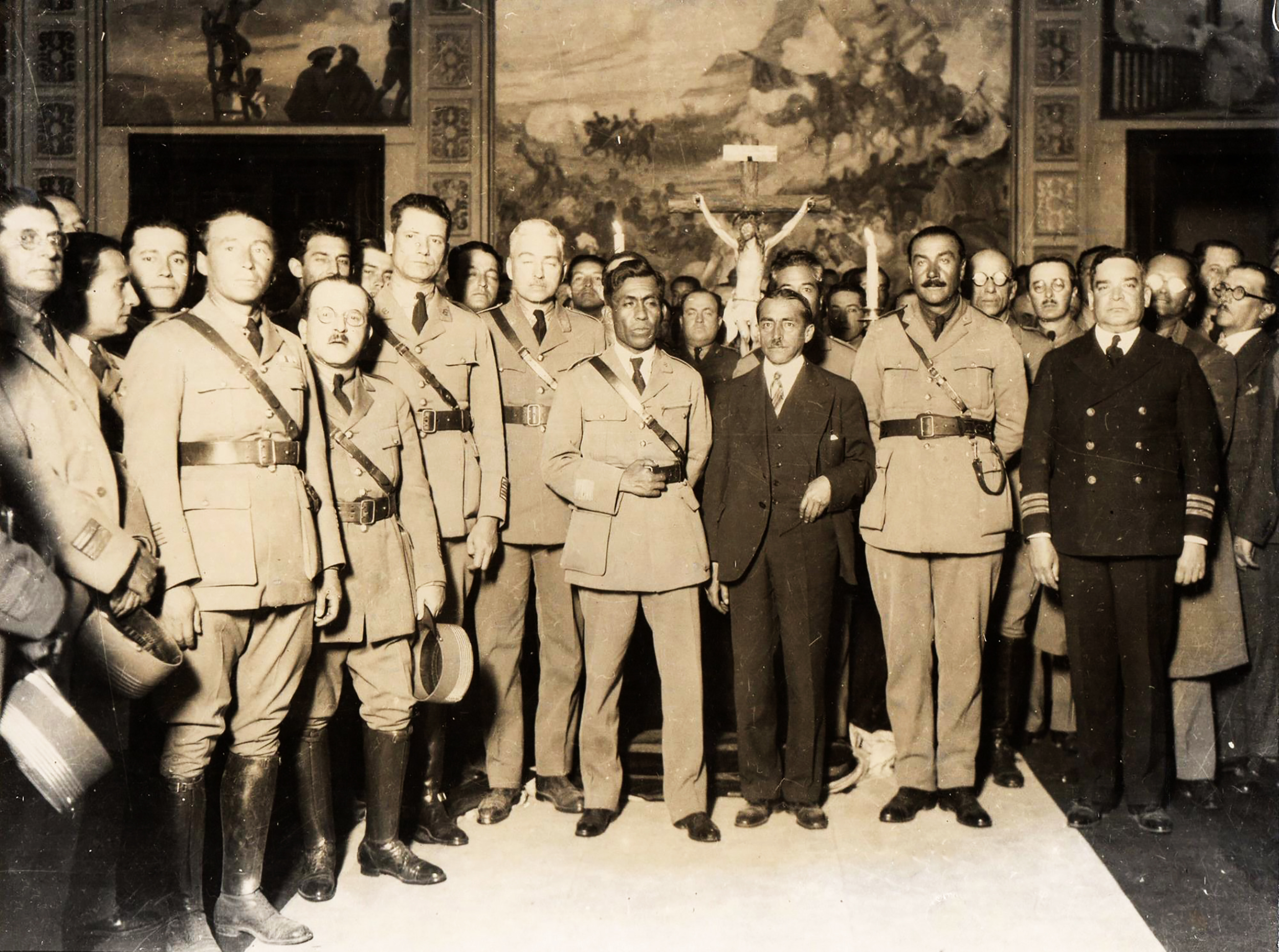
Le général Cerro et la junte militaire de 1930.

Dès le début de son mandat et dans le but d'entretenir sa popularité, il prend plusieurs mesures en rupture avec les décisions prises par Leguía.
Il crée le Tribunal de Sanction National pour juger les cas d'enrichissement illicite pendant la dictature de son prédécesseur. Il abroge la loi de conscription routière, loi qui contraignait la population, particulièrement autochtone, à travailler temporairement pour l'aménagement des routes. Il instaure le mariage civil obligatoire, qui l'emporte sur le mariage religieux, ainsi que le divorce.
Il prend également des dispositions à caractère moralisateur comme l'interdiction des jeux et l'obligation pour les fonctionnaires à déclarer leurs biens.
Par décret-loi du 12 novembre 1930, la toute jeune Confédération Générale des Travailleurs du Pérou (CGTP), d'inspiration communiste, est dissoute.
Pour remédier à la crise économique, il fait appel à une mission d'experts financiers, sous la direction du professeur Edwin Kemmerer. Des mesures préconisées par cette mission, la junte en applique qu'une partie (loi sur les banques, restructuration de la banque centrale...) afin de réajuster la monnaie.

## Fin de la junte
Jusqu'à ce moment, le pays n'est toujours pas pacifié. De nombreux révolutionnaires ou chefs de guerre qui se sont soulevés contre Augusto Leguía désirent accéder eux aussi au pouvoir. En février 1931, une révolte, militaire et policière, éclate dans la forteresse du Roi Philippe de Callao, qui est facilement matée. Cependant la situation s'aggrave un peu partout dans le pays. À Arequipa, une révolte populaire d'ampleur éclate. Devant une telle situation, Sánchez Cerro abandonne la présidence de la junte le 1er mars 1931. L'intérim est assuré par Monseigneur Mariano Holguín, puis par Ricardo Leoncia Elías et enfin par le lieutenant-colonel Gustavo Jiménez. Cependant, ces juntes ne bénéficient d'aucun appui populaire. La pression de la rue impose le leader apurimeño David Samanez Ocampo comme président de la junte. Samanez apaise momentanément le pays et convoque des élections présidentielles et des représentants de l'Assemblée Constituante, dont la date est fixée au 11 octobre 1931.

## Élection présidentielle de 1931

Emblème de l'Union révolutionnaire.

Pour cette élections, quatre candidats se présentent :
- Le commandant Sánchez Cerro à la tête d'un nouveau parti, l'Union révolutionnaire, et soutenu par des éléments conservateurs.
- Victor Raúl Haya de la Torre, leader de l'APRA, bénéficiant d'un grand appui au sein des masses populaires, notamment dans le nord du Pérou.
- Le docteur Arturo Osores Cabrera, vieil homme politique ayant longtemps combattu la dictature d'Augusto Leguía. Il fut candidat porté par une union politique appelée « Coalition Nationale ».
- Le docteur José María de la Jara y Ureta, juriste et diplomate, dont la candidature est révélée au denier moment.

La campagne électorale est violente, tant à Lima que dans le reste du pays, à l'image de la lutte que se livrèrent Sánchez Cerro et Haya de la Torre. Finalement, le premier s'impose avec 152 062 voix contre 106 007 pour Haya de la Torre.
Les apristes n'acceptent pas le résultat du scrutin, sans pour autant pouvoir prouver la fraude. Il est à noter que Sánchez Cerro possède un grand charisme et une parfaite connaissance des provinces du pays, du fait de son passé militaire. Ainsi, beaucoup de gens se sont identifiés à lui.
Le 8 décembre 1931 est mise en place une nouvelle assemblée constituante, convoquée par David Samanez Ocampo, afin d'élaborer une nouvelle constitution. Devant cette assemblée, Samanez cède les pouvoirs au tout nouveau président.

## Présidence de la République
Sánchez Cerro annonce son nouveau gouvernement le 8 décembre 1931, composé à partir de sa majorité issue de son parti : l'UR dominé par le docteur Luis A. Flores. Le Congrès l'élève au grade de général de brigade.

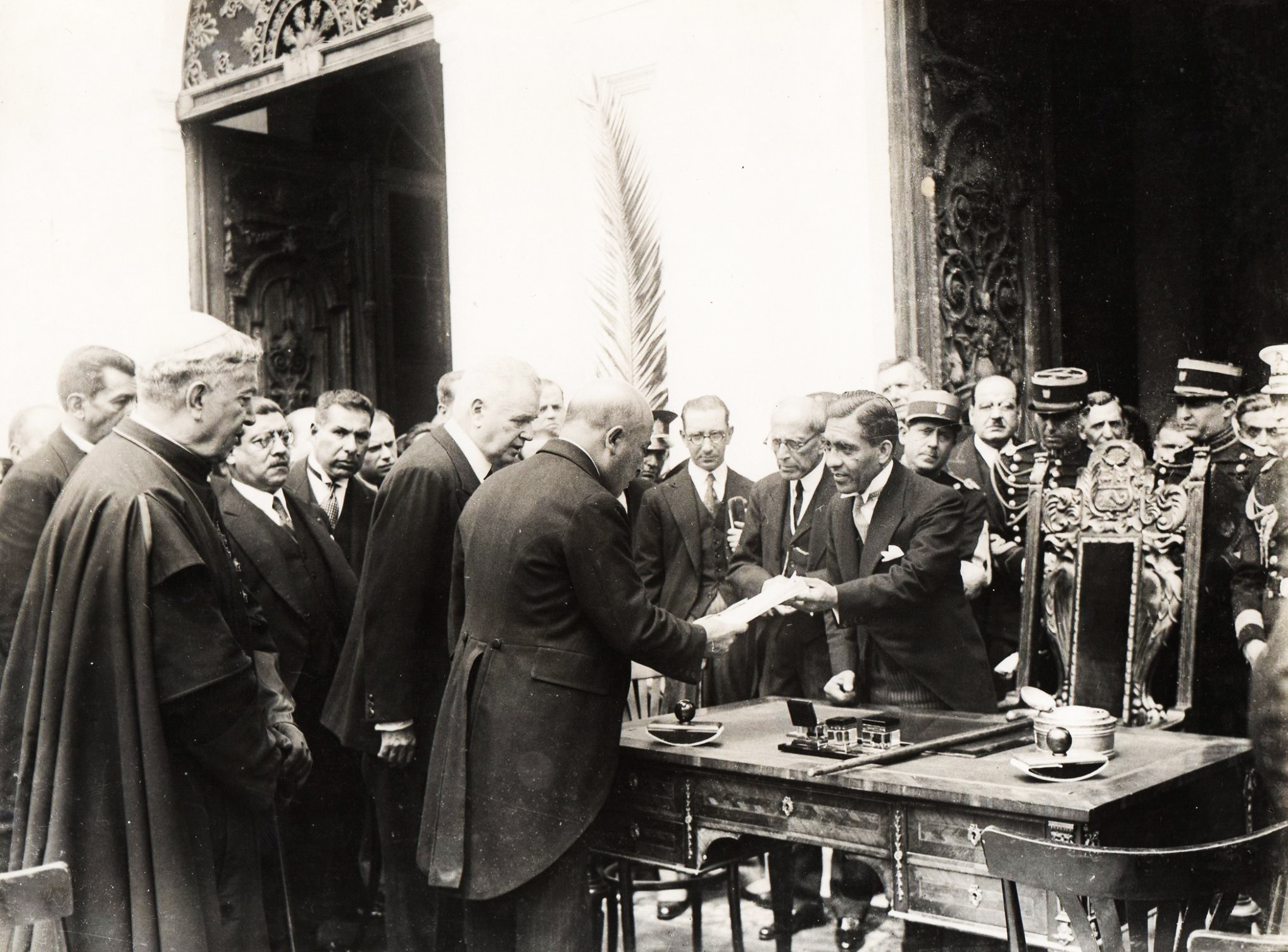
Adoption de la nouvelle constitution par Cerro.

Le nouveau gouvernement doit lutter face à une vive opposition du parti apriste qui ne reconnait pas sa victoire. De nombreux incidents politiques entre les deux partis ont lieu, qui dégénèrent souvent en manifestations sanglantes. Le pays vit dans une profonde agitation qui handicape l'action du gouvernement ainsi que les citoyens, dans leur vie courante, dans un contexte de crise économique.
Face à cette situation, le Congrès approuve les lois sévères qui sont votées et qui donnent au gouvernement des pouvoirs spéciaux pour réprimer l'opposition (apriste et communiste qui sont réunis sous le néologisme d'aprocommuniste par les militants de l'Union Révolutionnaire).
Une série d'évènements sanglants donne un aperçu de l'atmosphère qui régnait dans le pays :
- Le 6 mars 1932, il fut victime d'un attentat, dans l'église de Miraflores, par un jeune militant apriste (José Melgar Márquez). Il soufre d'une perforation d'un poumon mais est rétabli un mois plus tard.
- Une rébellion de marins, dans le port de Callao, le 7 mars 1932, est vigoureusement réprimée. Beaucoup d'entre eux passent en cour martiale avant que 8 soient fusillés.

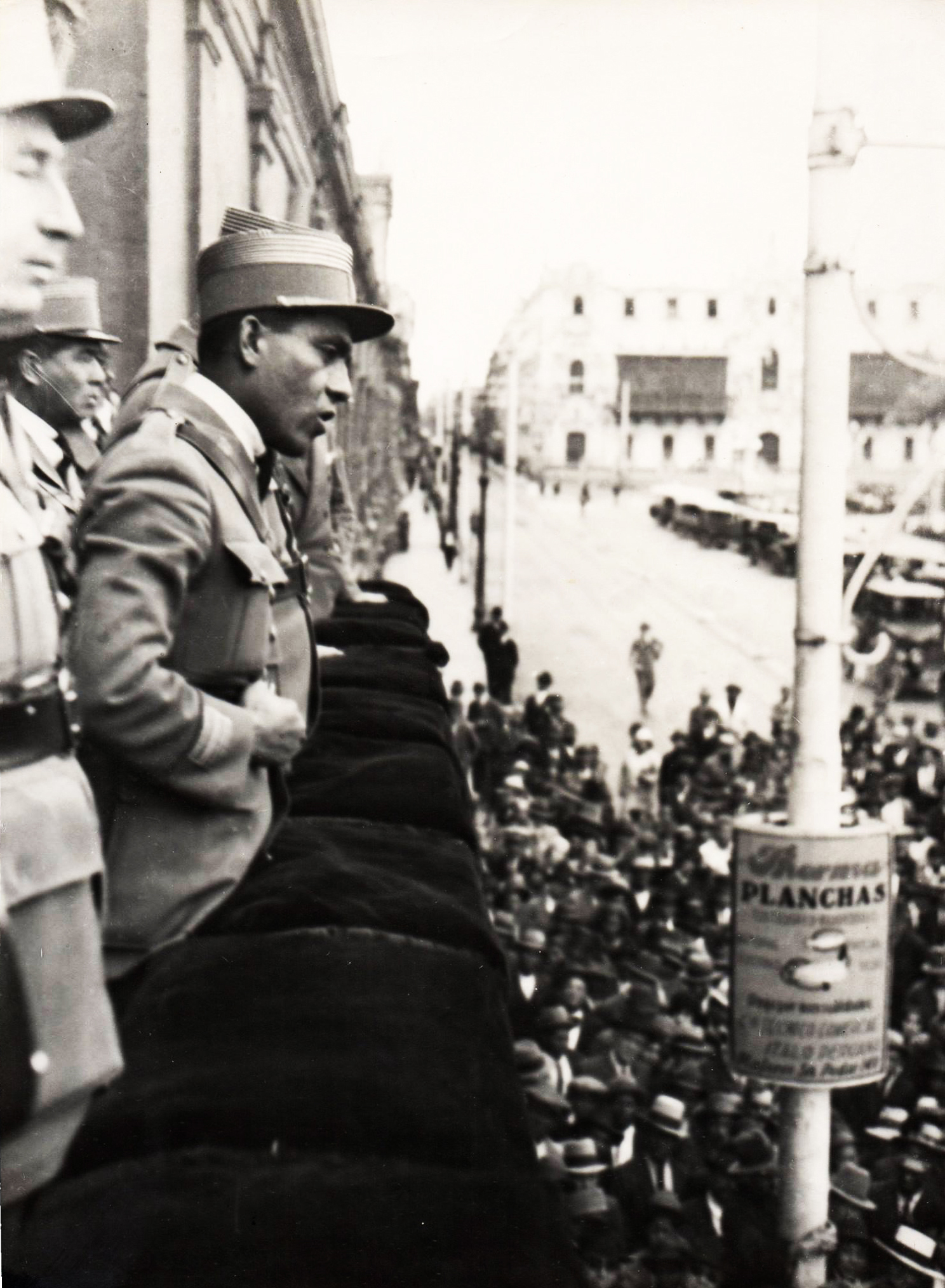
Cerro au balcon du palais présidentiel.

- Cerro au balcon du palais présidentiel. Un soulèvement fomenté par l'APRA éclate le 7 juillet 1932, à Trujillo, connu sous le nom de révolution apriste de Trujillo. Les révolutionnaires prennent d'assaut le la caserne Ricardo O'Donovan et séquestrent plusieurs officiers. Agustín Haya de la Torre, frère du leader de l'APRA, se déclare préfet du département. à Lima, le gouvernement se décide d'envoyer l'armée, dont l'aviation afin de mater la révolte. La ville est reprise maison par maison. Avant de fuir dans les montagnes, un groupe d'apristes assassinent les officiers qu'ils avaient fait prisonnier dans la caserne. Selon les informations officielles, 43 apristes sont fusillés en représailles. Cependant, on mentionne des chiffres bien plus importants : entre 1 000 et 6 000 victimes de la répression. À Huari et Huaraz, éclatent également d'autres rébellions qui sont réprimées.
- Un soulèvement militaire, à Cajamarca, dirigé par le commandant Gustavo Jiménez, éclate. Vaincu, le 14 mars 1933, à Paiján, il se suicide d'une balle dans la tête.

Non sans raison, l'année 1932 est nommée « l'année de la barbarie ». La violence amène le gouvernement à arrêter et déporter les principaux responsables apristes. Sánchez Cerro ordonne même la fermeture de l'université San Marcos.

## Attentat

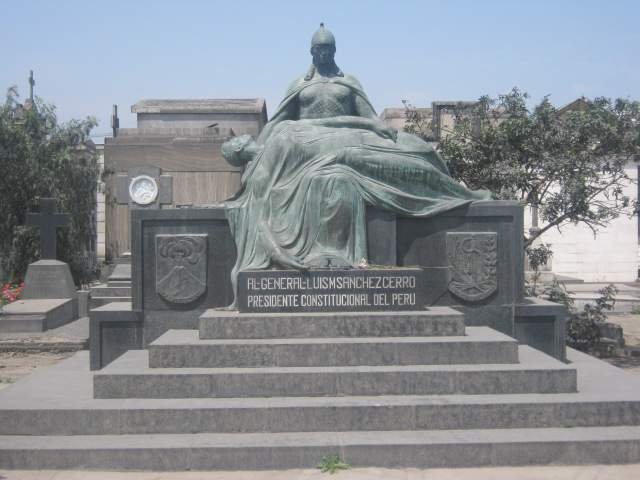
Tombe du général Sánchez Cerro.

Luis Miguel Sánchez Cerro meurt à Lima, tué par un partisan de l'APRA, Abelardo Mendoza Leyva, le 30 avril 1933, alors qu'il passe en revue les troupes, rassemblées dans le Champ de Mars et qui partent combattre dans le conflit armé avec la Colombie.
Les soupçons d'une conspiration sont évidents à de nombreuses personnes de son entourage, mais aucun n'ose le dire publiquement. Aujourd'hui, les preuves sont évidentes : un inconnu armé marchait trop près du cortège présidentiel sans que personne le remarque. Il parvient à se faire un passage entre les gardes du corps du président et à tirer trois coups dans son dos. Au lieu de capturer le meurtrier, la garde présidentielle le tue immédiatement, alors que le plus approprié aurait été de le capturer pour l'interroger afin de comprendre ses motivations ou de connaître d'autres personnes éventuellement mises en cause, bien que beaucoup aient entendu de nombreux coups de feu et que l'on ait retrouvé 8 impacts de balle sur le véhicule. Avant de mourir, Sánchez Cerro fait prêter serment à Benavides, comme nouveau président. En outre, il y a une rumeur selon laquelle une personne du cercle présidentiel, qui ne fut jamais identifiée, aurait convaincu Sánchez Cerro de ne pas porter son gilet pare-balles ou d'utiliser de véhicules blindés, lui assurant la sécurité totale lors de l'événement.
On avait compté huit trous de balles dans la voiture présidentielle, trois dans la partie arrière et cinq dans la capote. Le corps du président présente un coup dans la poitrine avec une trajectoire de bas en haut, qui a causé sa mort. Si Mendoza Leyva avait tiré à l'arrière, il était impossible qu'il tue Sánchez Cerro. De plus, les trous de balles correspondent à quatre armes différentes.
Des études récentes ont mis en évidence que les éventuels coupables auraient été membres de l'oligarchie ou de l'aristocratie des forces armées, qui craignaient l'éventualité d'une guerre avec la Colombie. Ils ne voyaient pas d'un bon œil que ce président violent, métis, d'origine modeste puisse bénéficier du soutien politique d'une grande partie de la population pauvre et indigène, dans un pays où la plupart des dirigeants politiques, y compris Haya de la Torre et José Carlos Mariátegui, étaient blancs et membres ou descendants de l'aristocratie. Sa mort a fermé une des périodes les plus violentes de l'histoire du Pérou.